# Златариця
Злата́риця (болг. Златарица) — місто в Великотирновській області Болгарії. Адміністративний центр громади Златариця.

## Населення
За даними перепису населення 2011 року у місті проживали 2170 осіб.
Національний склад населення міста:
| Національність   | Кількість осіб | Відсоток |
| ---------------- | -------------- | -------- |
| болгари          | 1654           | 89,6%    |
| цигани           | 73             | 4,0%     |
| турки            | 49             | 2,7%     |
| інша             | 46             | 2,5%     |
| не визначились   | 25             | 1,4%     |
| Всього відповіли | 1847           |          |

Розподіл населення за віком у 2011 році:
Динаміка населення: